# Јовица Драганић
Јовица Драганић (Мали Шиљеговац, 31. јануар 1960) је пензионисани генерал-потпуковник Војске Србије и бивши заменик начелника Генералштаба Војске Србије.

## Биографија
Завршио је Ваздухопловнотехничку средњу школу 1978, Ваздухопловнотехничку војну академију 1984, Електротехнички факултет Универзитета у Београду 1990, Генералштабна школа 1997, Школа националне одбране 1999. године.

## Претходне дужности
- Заменик начелника Генералштаба Војске Србије
- Директор Инспектората одбране Министарства одбране
- Начелник Управе за обуку и доктрину Генералштаба Војске Србије
- Начелник штаба Команде Ваздухопловства и ПВО
- Начелник одељења у Команди Ваздухопловства и ПВО
- Командант 250. ракетне бригаде ПВО
- Начелник штаба - заменик команданта Команде 250. ракетне бригаде ПВО
- Командант ракетног дивизиона 250. ракетне бригаде ПВО
- Помоћник команданта ракетног дивизиона
- Командир вода у ракетно-техничком дивизиону
- Командир одељења за контролу и испитивање ракета
- Оператор у одељењу у батерији за вођење ракета

## Напредовање
- Генерал-потпуковник, 2014. године
- Генерал-мајор, 2012. године
- Бригадни генерал, 2008. године
- Пуковник, 2001. године
- Потпуковник, 1998. године
- Мајор, 1994. године
- Капетан прве класе, 1992. године
- Капетан, 1988. године
- Поручник, 1985. године
- Потпоручник, 1984. године
- Водник прве класе, 1981. године
- Водник, 1978. године

## Одликовања
- Орден витешког мача првог степена
- Орден за заслуге у области одбране и безбедности другог степена
- Војна спомен-медаља за изузетне резултате у војној служби
- Медаља за војне заслуге

## Приватно
Ожењен је. Отац је двоје деце.